# Hilding Kinberg
Albert Hilding Kinberg, född 8 mars 1917 i Oscars församling i Stockholm, död 23 oktober 1991 i Oscars församling i Stockholm, var en svensk egenföretagare och ägare av Kinberg och co Kemikalbolaget.

## Biografi
Hilding Kinberg tillhörde släkten Kinberg från Västergötland. Han var son till civilingenjören Hilding Kinberg och tyskbördiga Margot, ogift Rodatz, samt brorson till Henning Kinberg och sonson till professor Hjalmar Kinberg. Familjen flyttade från Tyskland några år innan Hilding Kinberg föddes. 
Kinberg uppges ha varit tysk agent i Sverige under andra världskriget för Abwehr och hjälpreda åt spionen den tyske legationstjänstemannen Karl Heinz Krämers. Han försökte bland annat hjälpa Krämers fru och barn från Sverige i maj 1945 några månader efter att Karl Heinz Krämers flytt. Kinberg hade täcknamnet V-Mann. Kinberg greps i april 1945  misstänkt för olovlig underrättelsetjänst, men släpptes snart då Säpo inte kunde fastslå vilken information han hade överlämnat till Krämer, varför bevisen ansågs för svaga. Polisen hittade en pistol i hans lägenhet och han dömdes för vapenbrott.
Åren 1939–1943 var han gift med Märta Svensson (1912–1986) och 1946–1947 med Ninni Björkman (1917–1986). Tillsammans med första hustrun fick han sonen Johan S. Kinberg (1943–2009) och blev genom honom farfar till moderatpolitikern Anna Kinberg Batra.
Han är begravd i Kinbergska familjegraven på Norra begravningsplatsen utanför Stockholm.